# Tved Sogn (Thisted Kommune)
 For alternative betydninger, se Tved Sogn. (Se også artikler, som begynder med Tved Sogn)
Tved Sogn er et sogn i Thisted Provsti (Aalborg Stift).
I 1800-tallet var Tved Sogn anneks til Nors Sogn. Begge sogne hørte til Hillerslev Herred i Thisted Amt. Nors-Tved sognekommune blev ved kommunalreformen i 1970 indlemmet i Thisted Kommune.
I Tved Sogn ligger Tved Kirke.
I sognet findes følgende autoriserede stednavne:
- Ballerum (bebyggelse, ejerlav)
- Kumlhøj (areal)
- Nørby (bebyggelse)
- Rosbjerg (areal)
- Søhuse (bebyggelse)
- Sønderby (bebyggelse, ejerlav)
- Tanggård (bebyggelse, ejerlav)
- Tved (bebyggelse)
- Tved Havreland (bebyggelse)
- Tved Plantage (areal)
- Østerby (bebyggelse)